# Hōsai Ozaki
Pour les articles homonymes, voir Ozaki (homonymie) et Hosai.
Hōsai Ozaki (尾崎 放哉), 20 janvier 1885 - 7 avril 1926, est le haigo (nom de plume d'un auteur de haïkus) de Hideo Ozaki, poète japonais de la fin de l'ère Meiji et de l'ère Taishō. Ozaki est témoin de l'apparition du vers libre dans la poésie haiku moderne. Il devient alcoolique, et ses vers sont imprégnés du sentiment de solitude, probablement à la suite de l'isolement, de la pauvreté et de la mauvaise santé de ses dernières années.

## Biographie
Ozaki naît dans un village qui fait à présent partie de la ville de Tottori dans la préfecture de Tottori,. Sa famille est aisée et il mène une vie de luxe.
L'intérêt d'Ozaki pour les haïkus et pour l'écriture commence à un âge précoce, et il est influencé par le pionnier du haïku en vers libres, Seisensui Ogiwara, alors qu'il est encore au lycée.

### Jeunesse
Ozaki fréquente la prestigieuse université impériale de Tokyo, dont il est diplômé en 1909. À cette période, il propose le mariage à Yoshie Sawa (沢芳衛, Sawa Yoshie), amie de longue date et lointaine relation familiale du côté maternel. Malheureusement pour Ozaki, le frère aîné de la jeune fille s'oppose au mariage, estimant que cette liaison maternelle est trop proche. Presque immédiatement après cet échec, Ozaki se livre à une consommation excessive d'alcool, un problème qui l'accompagnera pendant une bonne partie de sa vie. Plusieurs  auteurs estiment que son problème d'alcoolisme vient du rejet de cette demande (Ishi, p. 56). Bien qu'il ait utilisé auparavant ce nom de plume « Hōsai » écrit avec les caractères 芳 哉, à partir de cette période, il adopte progressivement les kanji 放 哉 (prononcés à l'identique). Ce changement est peut-être significatif, car le caractère 芳, qui apparaît dans le nom de Yoshie, est modifié en 放, qui signifie  « libérer », « bannir ».
Après ses études, Ozaki est engagé par la Nihon Tsūshin Company (日本通信社) en octobre 1909, mais jugé incompétent, il est congédié après un mois.

### Alcoolisme et errance
L'année suivante, Ozaki rejoint la Tōyō Life Insurance Company (東洋生命保険会社), (aujourd'hui Asahi Mutual Life Insurance Company) où il est directeur de la succursale d'Osaka et mène une carrière en apparence réussie. Après différentes promotions, il épouse en 1911 une jeune fille de dix-neuf ans nommée Kaoru (馨). Mais peu de temps après, un de ses subordonnés décrit Ozaki comme « puant l'alcool tous les jours dès le matin » (Ueda, p. 81). Durant la même période, bien que tous les autres employés portent des costumes de ville, Ozaki ne possède pas d'autres vêtements qu'un smoking et un pyjama qu'il porte tous deux au bureau (Ueda, p. 82). Malgré cela, il est promu chef du département des contrats (契約課長, keiyaku kacho), probablement en raison de relations bien placées (Ishi, p. 60). Les problèmes d'Ozaki avec l'alcool s'aggravent, et il quitte Tokyo en 1920, à l'âge de 36 ans.

### Bouddhisme

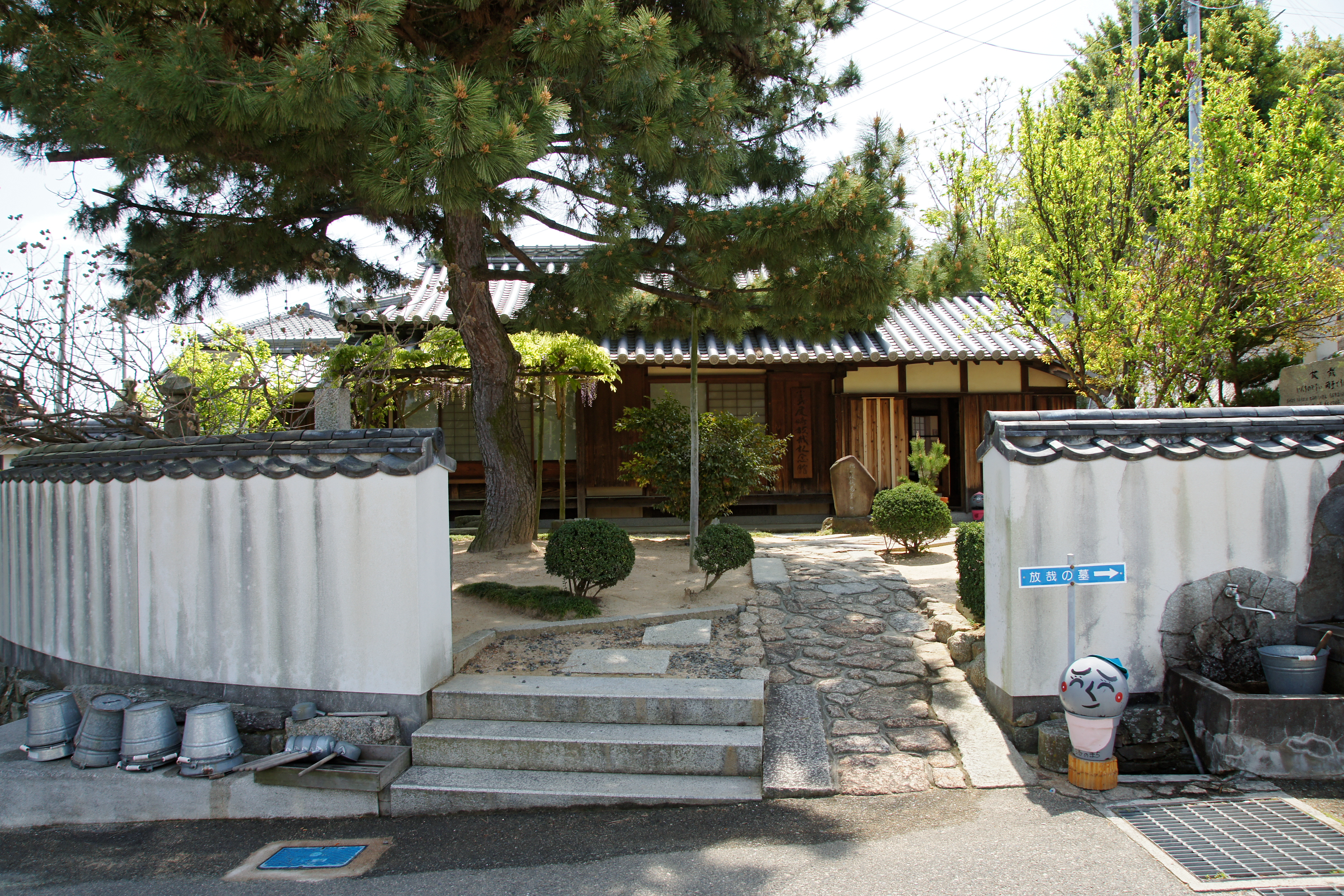
Shodoshima Hosai Ozaki Memorial Museum à Shōdo-shima.

En 1923, il décide bientôt de quitter sa famille et son travail pour se lancer dans la quête de l'éveil. Il adhère à l'idée bouddhiste de renoncement, délaissant ainsi ses possessions pour embrasser la vie qu'il estimer être la plus digne d'un poète haïku. Il est employé alors comme bouddhiste laïc dans différents temples du Japon. Il rejoint d'abord la secte Ittoên (de) fondée en 1904, dans laquelle on impose un mode de vie très strict. En 1924, il rejoint le temple Sumadera à Kobe, puis part en Corée et en Mandchourie, et compose de nombreux poèmes autour de ses voyages marqués par l'ascèse,. En 1925, il s'installe sur l'île de Shodoshima (préfecture de Kagawa), dans la mer intérieure de Seto et mène une vie solitaire et ascétique dans un ermitage de Minango-an au temple Saiko-ji, et il voit dans cette vie fruste et difficile celle qui correspond à sa personnalité et à son activité poétique.
Ce mode de vie lui a valu le surnom de « Ikkyū du temps présent », en référence au poète Ikkyū Sôjun (1394-1481), un moine et poète connu pour sa vie  vagabonde et son attirance pour le saké.
Il meurt à l'âge de quarante-six ans à Tonoshô. Sur sa pierre tombale, ce haïku de sa main : « Même en toussant, seul » (咳をしても一人) », , qui apparaît à côté d'un poème de Santōka.

## Œuvre
Ayant rompu les liens avec son ancienne vie et sans bien matériel, il se met sérieusement à l'écriture des haïkus. Son unique recueil, Daikū (大空, « Grand ciel »), est publié en 1926 à titre posthume, ainsi que divers essais qu'il a écrit durant sa vie errante. L'ouvrage, édité par Ogiwara Seisensui, offre une sélection parmi les quelque quatre mille haïkus que Ozaki a composés entre 1916 et 1926. En 1946 paraît une édition augmentée.

### Courant
On peut considérer Hôsai Ozaki comme un haikiste marquant, trop tôt disparu. Il s'inscrit dans une tendance antitraditionnaliste lancée, en quelque sorte, par Hekigotō Kawahigashi, tendance qui met l'accent sur une vision subjective de la nature, une expérience directe, et l'exploration du mystère de la vie humaine. On trouve dans ce courant également Seisensui Ogiwara qui aura lui-même pour disciple Santōka Taneda. C'est autour de ces poètes que va apparaître le « haïku de forme libre », qui rejette le rythme rigide et le nombre fixe de syllabes, ainsi que l'emploi du « mot saison » (kigo).

### Quelques haïkus
- Monument de Hōsai Ozaki, avec ce haïku : « Je vais me coucher en regardant une si belle lune, seul ». (Temple Sumadera, Kobe).« De mon corps / esseulé / les ongles poussent »

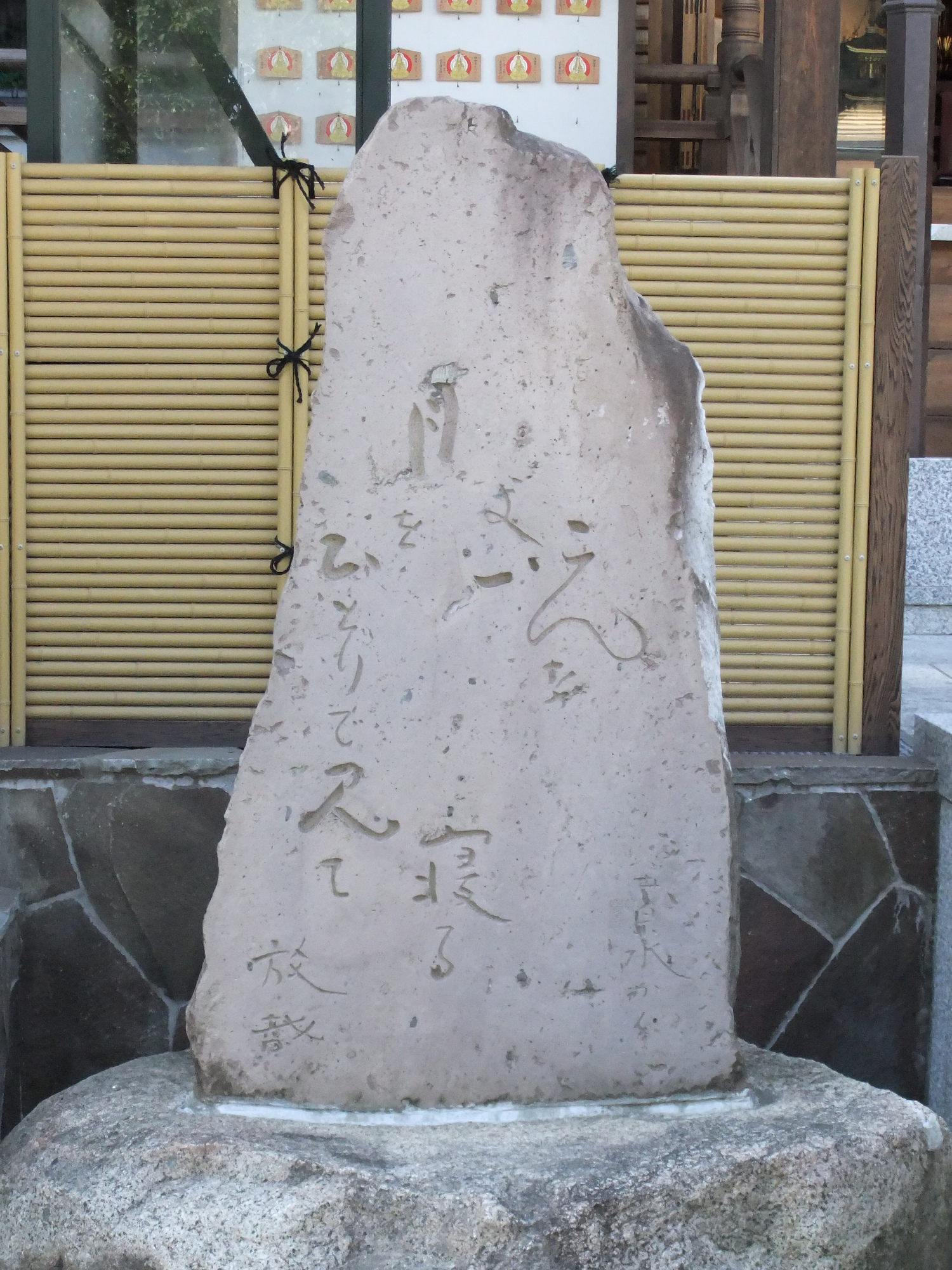
Monument de Hōsai Ozaki, avec ce haïku : Je vais me coucher en regardant une si belle lune, seul. (Temple Sumadera, Kobe).

- « Les os / de mes doigts / ont maigri »[5]

Le premier de ces deux haïkus a été commenté ainsi par Tōta Kaneko: « Le regard que [Hôsai] porte sur le sentiment de transparente solitude de l'être est toujours d'une bonté infinie ».
Les haïkus qui suivent sont tirés de Haiku. Anthologie du poème court japonais.
- « Sur la pointe d'une herbe / devant l'infini du ciel / une fourmi »

- « Sifflotant sans cesse / ce matin / dans le bois qui bleuit »

- « Deux seins / superbes — / et un moustique ! »

- «  Au fond de la brume / le bruit de l'eau — / je pars à sa rencontre »

- « Dans la  nuit de décembre / un lit glacé — / voilà tout ce que j'ai »

#### Traductions
- (en) Right under the big sky, I don't wear a hat : the haiku and prose of Hōsai Ozaki  (trad. Hiroaki Sato), Berkeley, CA, Stone Bridge Press, 1993, 142 p. (ISBN 978-1-880-65605-1, lire en ligne)
- (ja + fr) Dans la boîte à clous tous les clous sont tordus, moudarren, 2016 (1re éd. 1997), 192 p. (ISBN 978-2-907-31299-8)
- (ja + fr) Pèlerin des nuages et des eaux: Haïkus  (trad. Rikako Fujii et Dominique Chipot), Paris, La Table Ronde, 2024, 288 p. (ISBN 979-1-037-11414-3)
- Haiku. Anthologie du poème court japonais  (Présentation, choix et traduction de Corinne Atlan et Zéno Bianu), Paris, Gallimard, coll. « Poésie », 2002, 240 p. (ISBN 978-2-070-41306-5), passim (treize poèmes traduits)
- Portrait d'un moineau à une patte  (trad. Alain Kervern et Makoto Kenmoku), Folle avoine, coll. « Territoires », 1991 (réimpr. 2003), 72 p. (ISBN 978-2-868-10067-2)

#### Études
- (en) Ronald S. Green (Coastal Carolina University), « Santōka’s Shikoku An introduction to and translation of the opening sections of the Shikoku Henro Diary of Japanese free-verse haiku poet and itinerant Buddhist priest Taneda Santōka (1882-1940) », sur academia.edu (consulté le 19 juin 2024), p. 5-6 /19

- (ja) 放哉 尾崎, 尾崎放哉全集, 彌生書房,‎ 2000 (ISBN 4-8415-0760-4)
- (ja) 寒太 石, 尾崎放哉：ひとりを生きる, 北溟社,‎ 2003, 232 p. (ISBN 4-89448-196-0)
- (ja) 都史 上田, 人間尾崎放哉, 湖文社,‎ 1968
- (ja) 井泉水 荻原, 放哉という男, 大法論閣,‎ 1991 (ISBN 4-8046-1096-0)

#### Fiction
- Hubert Haddad, Mā, Paris, Zulma, 2015 (réimpr. Zulma Poche, 2016  (ISBN 978-2-843-04793-0), 240 p.), 216 p. (ISBN 978-2-843-04724-4)Roman mettant en scène différents haidjin, dont Hōsai Ozaki.